# John Bryant-Meisner

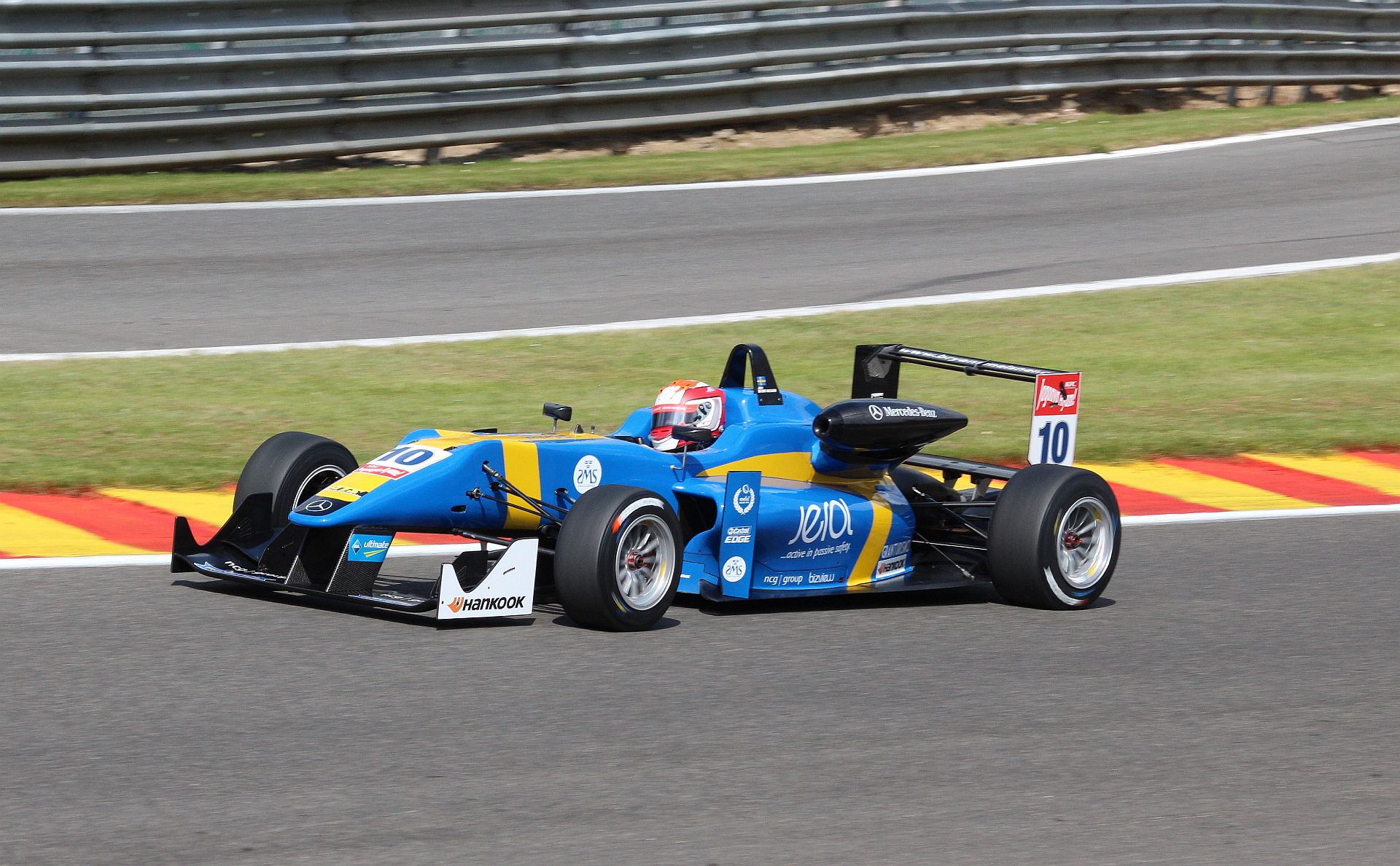
Bryant-Meisner in der europäischen Formel-3-Meisterschaft in Spa-Francorchamps 2014

John Bryant-Meisner (* 21. September 1994) ist ein schwedischer Automobilrennfahrer. Er startete 2014 in der europäischen Formel-3-Meisterschaft.

## Karriere
Bryant-Meisner begann seine Motorsportkarriere 2004 im Kartsport, in dem er bis 2009 aktiv war. 2010 wechselte er in den Formelsport und startete für das Team BS Motorsport in der schwedischen Formel Renault. Während sein Teamkollege Daniel Roos den Meistertitel gewann, beendete er die Saison mit einem dritten Platz als bestes Ergebnis auf dem fünften Platz der Fahrerwertung. Darüber hinaus absolvierte er Gaststarts in der finnischen Formel Renault und nahm für Koiranen Bros. Motorsport an einer Veranstaltung der nordeuropäischen Formel Renault teil. Nach der Saison trat er für Koiranen außerdem in der Winterserie der britischen Formel Renault an. 2011 erhielt Bryant-Meisner bei Koiranen Motorsport ein Cockpit im Formel Renault 2.0 Eurocup sowie in der nordeuropäischen Formel Renault. Während seine Teamkollegen Carlos Sainz jr. und Daniil Kwjat Rennen gewannen und Sainz den Meistertitel der nordeuropäischen Formel Renault erzielte, war ein dritter Platz Bryant-Meisners bestes Resultat in der nordeuropäischen Formel Renault, die er auf dem fünften Platz beendete. Im Formel Renault 2.0 Eurocup wurde er mit zwei sechsten Plätzen als beste Ergebnisse 15. der Fahrerwertung. Außerdem nahm er für Koiranen Motorsport abermals an der Winterserie der britischen Formel Renault teil. Dort lag er am Saisonende auf dem neunten Rang.
2012 nahm Bryant-Meisner für Performance Racing am deutschen Formel-3-Cup teil. Nachdem er beim ersten Rennwochenende einen dritten Platz erzielt hatte, verletzte er sich bei Testfahrten auf dem Rockingham Motor Speedway schwer. Unter anderem brach er sich zwei Rückenwirbel. Bryant-Meisner fiel die restliche Saison aus. 2013 gab er bei Performance Racing sein Comeback in der deutschen Formel 3. Bereits beim ersten Rennwochenende gelang ihm ein Sieg. Im weiteren Verlauf der Saison gewann er ein weiteres Rennen. Insgesamt stand er sechsmal auf dem Podium und beendete die Saison auf dem fünften Platz in der Fahrerwertung. Darüber hinaus nahm Bryant-Meisner für Performance Racing an einer Veranstaltung der britischen Formel-3-Meisterschaft als Gaststarter teil. Dabei erreichte er das Ziel zweimal auf dem ersten Platz. In der europäischen Formel-3-Meisterschaft trat er zweimal für Fortec Motorsports an.
2014 erhielt Bryant-Meisner bei Fortec Motorsports ein Stammcockpit in der europäischen Formel-3-Meisterschaft. Er verließ das Team nach der achten Veranstaltung. Am Saisonende lag er mit einem achten Platz als bestem Resultat auf dem 21. Platz in der Fahrerwertung. Anschließend bestritt Bryant-Meisner für Trident Racing zwei Rennwochenenden der GP3-Serie.

## Statistik

### Karrierestationen
| - 2004–2009: Kartsport - 2010: Schwedische Formel Renault (Platz 5) - 2010: Nordeuropäische Formel Renault (Platz 22) - 2010: Britische Formel Renault, Winterserie (Platz 17) | - 2011: Formel Renault 2.0 Eurocup (Platz 15) - 2011: Nordeuropäische Formel Renault (Platz 5) - 2011: Britische Formel Renault, Winterserie (Platz 9) - 2012: Deutsche Formel 3 (Platz 13) | - 2013: Deutsche Formel 3 (Platz 5) - 2013: Europäische Formel 3 (Platz 25) - 2014: Europäische Formel 3 (Platz 21) - 2014: GP3-Serie (Platz 30) |

### Einzelergebnisse in der europäischen Formel-3-Meisterschaft
| Jahr | Team               | Motor    | 1   | 2   | 3   | 4   | 5   | 6   | 7   | 8   | 9   | 10  | 11  | 12  | 13  | 14  | 15  | 16  | 17  | 18  | 19  | 20  | 21  | 22  | 23  | 24  | 25  | 26  | 27  | 28  | 29  | 30  | 31  | 32  | 33  | Punkte | Rang |
| ---- | ------------------ | -------- | --- | --- | --- | --- | --- | --- | --- | --- | --- | --- | --- | --- | --- | --- | --- | --- | --- | --- | --- | --- | --- | --- | --- | --- | --- | --- | --- | --- | --- | --- | --- | --- | --- | ------ | ---- |
| 2013 | Fortec Motorsports | Mercedes | MON | MON | MON | SIL | SIL | SIL | HO1 | HO1 | HO1 | BRH | BRH | BRH | SPI | SPI | SPI | NOR | NOR | NOR | NÜR | NÜR | NÜR | ZAN | ZAN | ZAN | VAL | VAL | VAL | HO2 | HO2 | HO2 |     |     |     | 2      | 25.  |
| 2013 | Fortec Motorsports | Mercedes |     |     |     |     |     |     |     |     |     |     |     |     |     |     |     |     |     |     |     |     |     |     |     |     | 15  | 10  | 16  | 13  | 14  | DNF |     |     |     | 2      | 25.  |
| 2014 | Fortec Motorsports | Mercedes | SIL | SIL | SIL | HO1 | HO1 | HO1 | PAU | PAU | PAU | HUN | HUN | HUN | SPA | SPA | SPA | NOR | NOR | NOR | MOS | MOS | MOS | SPI | SPI | SPI | NÜR | NÜR | NÜR | IMO | IMO | IMO | HO2 | HO2 | HO2 | 6      | 21.  |
| 2014 | Fortec Motorsports | Mercedes | 18  | 10  | 11  | 20* | 13  | 19  | 12  | 11  | 8   | 14  | 10  | 12  | 14  | 18  | 23* | 15  | 13  | 15  |     |     |     | 20  | 11  | DNF |     |     |     |     |     |     |     |     |     | 6      | 21.  |

### Einzelergebnisse in der GP3-Serie
| Jahr | Team           | 1   | 2   | 3   | 4   | 5   | 6   | 7   | 8   | 9   | 10  | 11  | 12  | 13  | 14  | 15  | 16  | 17  | 18  | Punkte | Rang |
| ---- | -------------- | --- | --- | --- | --- | --- | --- | --- | --- | --- | --- | --- | --- | --- | --- | --- | --- | --- | --- | ------ | ---- |
| 2014 | Trident Racing | ESP | ESP | AUT | AUT | GBR | GBR | GER | GER | HUN | HUN | BEL | BEL | ITA | ITA | RUS | RUS | UAE | UAE | 0      | 30.  |
| 2014 | Trident Racing |     |     |     |     |     |     |     |     |     |     | 20* | 22  | 17  | 17  |     |     |     |     | 0      | 30.  |